# أدريان أورتولا
أدريان أورتولا (الإسبانية: Adrián Ortolá)؛ (20 أغسطس 1993 — ) هو لاعب كرة قدم، من مواليد مدينة جابية، يلعب في مركز حارس مرمى.

## وصلات خارجية
- أدريان أورتولا على موقع الاتحاد الأوربي (الإنجليزية)
- أدريان أورتولا على موقع قاعدة بيانات كرة القدم.إي يو (الإنجليزية)
- أدريان أورتولا على موقع Soccerbase.com (لاعب) (الإنجليزية)
- أدريان أورتولا على موقع Soccerway.com (الإنجليزية)
- أدريان أورتولا على موقع عالم كرة القدم.نت (الإنجليزية)
- أدريان أورتولا على موقع AS.com (الإسبانية)